# Vandenburgh-Salvengeschütz
Die Vandenburgh war ein Salvengeschütz, das 1860 vom amerikanischen General Origen Vandenburgh der New York State Miliz entwickelt wurde. Die Waffe ist kein Maschinengewehr, da der Ladevorgang manuell und nicht automatisch abläuft.
Die Vandenburgh hatte 85 Läufe im Kaliber 0,50 Zoll (12,7 mm). Die Munition wurde manuell für jeden Lauf einzeln geladen. Danach wurde der Verschluss durch eine Kurbel geschlossen, wobei jede einzelne Feuerkammer luftdicht abgeschlossen wurde. Alle Läufe wurden gleichzeitig über ein Zündhütchen abgefeuert, das in der Mitte des Verschlusses angebracht war.
Die Feuerkraft von 85 gleichzeitig abgefeuerten Gewehrläufen war enorm, jedoch war das manuelle Nachladen sehr zeitaufwändig und unter Gefechtsbedingungen war die Bedienmannschaft dabei dem gegnerischen Feuer ausgeliefert.
Nachdem er die Schusswaffe nicht an England verkaufen konnte, bot er sie ungeachtet seiner Position den Südstaaten an.